# 1119 Евбея
1119 Евбе́я (1119 Euboea) — астероїд головного поясу, відкритий 27 жовтня 1927 року.
Тіссеранів параметр щодо Юпітера — 3,379.